# 马宗乡
马宗乡，是中华人民共和国四川省凉山彝族自治州会理市曾经下辖的一个乡。

## 行政区划
马宗乡撤销前下辖以下地区：
山包村、香杉村、滴水岩村、仓鱼河村和羊喂水村。